# Spiloconis notata
Spiloconis notata is een insect uit de familie van de dwerggaasvliegen (Coniopterygidae), die tot de orde netvleugeligen (Neuroptera) behoort. 
De wetenschappelijke naam Spiloconis notata is voor het eerst geldig gepubliceerd door Navás in 1926.